# Jakob Missia
Jakob Missia, slovenski nadškof, kardinal, teolog in filozof, * 30. junij 1838, Hrastje - Mota, † 24. marec 1902, Gorica.
Bil je prvi slovenski kardinal.

## Življenjepis
Jakob Missia se je rodil 30. junija 1838 v Moti pri Radencih očetu Martinu in materi Neži (rojena Pintarič). Priimek njegove družine se pojavi v virih kot Misja, Misla, Misle. Že zgodaj se je pod vplivom starejšega brata odločil za duhovniški poklic. Gimnazijo in prvi letnik bogoslovja je Missia opravil v Gradcu, potem je bil sprejet na rimski Collegium Germanicum. Študij je končal leta 1863 v Rimu; doktoriral je iz teologije in filozofije, tega leta je bil tudi posvečen v duhovnika.  Nato se je vrnil v Gradec, kjer je postal prefekt v deškem semenišču. Med letoma 1866 in 1871 je bil kaplan in tajnik dveh sekovskih škofov – Ottokarja Marie grofa Attemsa in Johanna Baptista Zwergerja. Kasneje je v Gradcu služboval kot kancler ordinariata in stolni kanonik.
Cesar Franc Jožef ga je 14. junija 1884 imenoval za ljubljanskega knezoškofa, na tem mestu je nasledil Janeza Zlatousta Pogačarja. Pod Missievim duhovnim patronatom je v Ljubljani med 29. in 31. avgustom 1892 potekal prvi slovenski katoliški shod.
Decembra 1897 je postal goriški nadškof in ilirski metropolit, 19. junija 1899 pa ga je papež Leon XIII. imenoval za kardinala. Tako je postal prvi Slovenec, ki je prejel »kardinalski klobuk« in postal kardinal.
Umrl je v Gorici 24. marca 1902.

## Prepričanje
Missia si je ob nastopu škofovske službe želel popolno prenovo verskega življenja v svoji škofiji. Po njegovem mnenju Kristus ne sme biti navzoč samo v cerkvi, temveč povsod. Knezoškof je veliko nevarnost videl v socialističnem gibanju. V teh in drugih pogledih se je pogosto strinjal z Antonom Mahničem.